# Municipio de Riga (Dakota del Norte)
El municipio de Riga (en inglés: Riga Township) es un municipio ubicado en el condado de McHenry en el estado estadounidense de Dakota del Norte. En el año 2010 tenía una población de 79 habitantes y una densidad poblacional de 0,84 personas por km².

## Geografía
El municipio de Riga se encuentra ubicado en las coordenadas 48°19′11″N 100°40′51″O / 48.31972, -100.68083. Según la Oficina del Censo de los Estados Unidos, el municipio tiene una superficie total de 94.23 km², de la cual 90,32 km² corresponden a tierra firme y (4,15 %) 3,91 km² es agua.

## Demografía
Según el censo de 2010, había 79 personas residiendo en el municipio de Riga. La densidad de población era de 0,84 hab./km². De los 79 habitantes, el municipio de Riga estaba compuesto por el 100 % blancos. Del total de la población el 0 % eran hispanos o latinos de cualquier raza.